# Uadjet (deessa)
|  | No s'ha de confondre amb Buto o Uto. |

Uadjet o Buto (en egipci, wꜣḏt wadjt; en grec antic Βουτώ Boutṓ) fou una deessa de la mitologia egípcia amb forma de serp (específicament d'una cobra) sovint envoltant una tija de papir. Era la patrona de l'oracle en la ciutat del mateix nom (Buto o Per-Uadjet). La mateixa deessa antropomòrfica duia una corona vermella. L'etimologia del seu nom remet al color verd, del rejoveniment o la regeneració. Amb la seva corona vermella (corona del país del delta), Uadjet simbolitzava el regne del nord, el Baix Egipte. Estava associada amb Nekhbet com a deïtat patrona dels faraons. La imatge de Uadjet amb el disc solar s'anomena ureu. Estava molt present com a ornament de protecció en el panteó egipci així com l'ull d'Horus. La seva representació es pot observar sobre els sostres dels passadissos de les tombes reials, sobre les parets dels temples o sobre mobles fins a l'ocàs de l'Egipte faraònic. En la mitologia, Uadjet va ser la infermera del déu infantil Horus i va ajudar Isis, la seva mare, a protegir-lo del seu oncle, Set. La semblança d'aquest mite amb la història grega de Leto i Apol·lo a Delos probablement va donar lloc a la posterior identificació de Uadjet amb la titànida grega Leto.